# Roland de Jouvenel
 (18 juin 2022).

Roland de Jouvenel des Ursins est né le 9 juillet 1931 à Boulogne-Billancourt et mort le 2 mai 1946 à Paris (1er). Mort à 14 ans, il aurait dicté après sa mort à sa mère, par le biais de l'écriture automatique, des textes philosophiques et scientifiques que cette dernière publiera de 1948 à 1954 et qui feront l'objet de débats entre spécialistes.

## Biographie
Roland Guillaume Robert Henri René Byron de Jouvenel des Ursins est le fils de l'écrivain et journaliste Bertrand de Jouvenel (1903-1987) et de l'écrivaine et journaliste Marcelle Prat (1896-1971). Par son père, il est le petit-fils du journaliste et homme politique Henry de Jouvenel qui fut marié à la femme de lettres Sidonie-Gabrielle Colette, et le neveu de Renaud de Jouvenel écrivain, éditeur et polémiste. Par sa mère, il est le petit-neveu du romancier Maurice Leblanc, créateur du personnage d'Arsène Lupin.
Le 5 décembre 1925, le mariage de ses parents, issus de familles de la grande bourgeoisie, a lieu « dans la plus stricte intimité » selon la presse de l'époque,. Pas de bénédiction nuptiale mais une réception fastueuse au Pavillon des Muses[réf. nécessaire].
Roland naît tardivement en 1931, l'accouchement est difficile, sa mère est victime d'une hémorragie suivie d'une perte de conscience pendant laquelle elle fait l'expérience du dédoublement. Elle se voit flotter dans la chambre et, à son réveil, regrette presque que les médecins l'aient fait revenir à elle.
Marcelle ne souhaite pas se laisser enfermer dans son rôle de mère. En 1933, elle commence une carrière de grand-reporter qui l'éloigne périodiquement de son fils.
À quatre ans, Roland semble manifester, pour la première fois, un don de précognition pendant un séjour familial en Belgique. Il déclare brusquement à sa mère : « Maman, la Reine est morte », elle le rabroue mais il insiste : « Je te dis que la Reine est morte »[réf. nécessaire]. Le lendemain (le 29 août 1935), la presse annonce l'accident mortel de la reine Astrid de Suède.
En juillet de la même année, Roland reproche à sa mère de l'abandonner de nouveau en la voyant faire ses préparatifs de départ pour un reportage en Éthiopie. Un mois plus tard, en août, lors du mariage de sa tante Colette dite Bel Gazou, il déclare : « C'est déjà la guerre ! »[réf. nécessaire]. Propos curieux en cette année 1935 où l'on ne pense pas encore au pire mais, en octobre de la même année, l’Italie fasciste attaque l'Empire éthiopien.
En 1939, Roland et sa mère sont à Hendaye, l'actrice et cantatrice Georgette Leblanc les rejoint et, à la grande surprise de Marcelle, elle qui n'aime pas les enfants se prend de passion pour son fils. Elle dit de lui : « Celui-là ne ressemble pas aux autres, c'est une réincarnation, sa mère d’ailleurs ne le comprend pas ! »[réf. nécessaire].
Pendant l'Occupation, Roland et ses parents résident à Saint-Pardoux-la-Croisilles (en zone libre de 1940 à 1942). Roland déclare un jour : « Pourquoi se battre contre les Allemands, puisque de toute façon il y aura une alliance entre eux et nous ? ». On lui intime de se taire, il insiste : « Puisque nous deviendrons leurs amis ! »[réf. nécessaire].
À la Libération, la famille regagne l'appartement de la rue de Rivoli. Roland a 13 ans, il découvre Paris et écrit avec un certain talent. En quelques lignes, il brosse le portait d'un zazou rencontré en chemin ou parle de ses balades avec Lux, son chien berger allemand.
A sa mère qui lui demande un jour « Où étais-tu encore ? » , il répond « À Saint-Roch. Vois-tu, quand je te demande quelque chose, tu me le refuses assez souvent. Mais si je le demande à Dieu, il me l'accorde toujours, Lui ! »[réf. nécessaire]. Élevé dans une famille peu concernée par la religion, il se convertit lui-même et, en juin 1944, il fait sa communion.
Éminemment intelligent, il ne s'applique pourtant guère à son travail scolaire. Un jour, sa mère, parlant de ses études lui dit : « Pense à ton avenir », il répond : « Es-tu sûre que j'aurais un avenir ? »[réf. nécessaire]
Marguerite Maze, comédienne et amie de Georgette Leblanc, raconte qu'elle présente un jour à Roland une grande feuille de papier où est inscrit l'alphabet et lui demande de placer sa main sur un verre. Celui-ci s'anime et forme les mots « Liaison spirituelle ».[réf. nécessaire]
Plus tard, Marguerite qui fut présente à son décès, tracera de lui ce portait : « Charmant enfant, Roland de Jouvenel avait un caractère grave et profond, proche de tout ce qui l'unissait au beau ; les couleurs l'exaltaient particulièrement. Les fleurs, la musique, les jolies conversations, plus que les jeux des garçons, le retenaient au-delà de toute expression. Il grimpait dans les rêves comme sur une colline chargée d'abondance et je le retrouvais, lui si grave, avec un gai sourire. Je devinais dans ses yeux la joie du vert paradis »[réf. nécessaire].
C'est au cours d'une représentation de L'Aiglon d'Edmond Rostand, qu'il a peut-être le pressentiment de sa mort prochaine. À la scène finale, il prend la main de sa mère et dit : « Pauvre Maman qui va rester seule »[réf. nécessaire].
Sa maladie commence par un mal de gorge, une paratyphoïde est diagnostiquée puis infirmée. Son état s'aggravant, il est hospitalisé à l'hôpital Claude Bernard. « Il n'en a plus que pour quatre jours », déclare un professeur[réf. nécessaire]. Un jour, il se dresse sur son lit d’hôpital et s’écrie : « Je vois ma grand-mère… Elle est là… Nous sommes tous les trois ensemble… Maman, regarde-la »[réf. nécessaire]. Il parle de Jehanne Leblanc, mère de Marcelle, morte deux ans auparavant. Un autre jour il demande : « Vite Maman, va chercher un prêtre, je veux communier »[réf. nécessaire]. Au bout d'un mois, son état étant à l’évidence désespéré, sa mère le ramène à la maison. Il résiste encore 10 jours et s'éteint au matin du 2 mai 1946. 
Quelque temps après sa mort, sa mère tente de mettre fin à ses jours en se jetant par la fenêtre mais une main invisible la retient par l’épaule. Des phénomènes inexpliqués se succédant, elle ressent une présence autour d'elle. Sur les conseils d’une amie, elle expérimente l'écriture automatique (psychographie).[réf. nécessaire]
Pendant des années, de 1946 à 1969 Marcelle de Jouvenel écrit, prétendûment sous la dictée de son fils mort, des messages philosophiques et scientifiques qui intéresseront de grands esprits contemporains. Elle organise chez elle des tables rondes, autour des messages de Roland réunissant des scientifiques comme Jean Piveteau, Charles-Noël Martin, Gérard Cordonnier, Rémy Chauvin et bien d'autres. Elle rencontre Robert Oppenheimer, Joseph Banks Rhine, Pierre-Paul Grassé, correspond avec Jean Rostand. Elle est l'amie d'Emmanuel Berl et de Gabriel Marcel. Quelques textes touchant au psychisme et à la biologie ont été soumis par elle au père Teilhard de Chardin qui lui a répondu : « Je suis pleinement d'accord avec l'auteur. ».
Ces messages sont d'abord publiés de 1948 à 1954 en trois volumes aux éditions de la Colombe. À partir de 1980, soit près de dix ans après le décès de Marcelle de Jouvenel, les trois premiers volumes seront réédités et trois autres suivront aux éditions Fernand Lanore. Ils sont préfacés par Jean Prieur auteur de nombreuses études sur l'histoire, l’au-delà, la vie après la mort et le paranormal quand ces sujets côtoient le mysticisme. Il fit la connaissance de Marcelle de Jouvenel en 1963 et sera chargé par elle, dans une lettre posthume, de continuer la publication des messages de Roland.
Roland de Jouvenel reposa pendant 25 ans dans une chapelle de l’église Saint-Roch. À la mort de sa mère, en 1971, ils furent inhumés tous deux au cimetière parisien du Père-Lachaise.
Conformément aux dernières volontés de sa mère, un prix Roland-de-Jouvenel a été fondé en 1974 à sa mémoire, il est décerné annuellement par l’Académie française à des ouvrages de littérature et de philosophie.

## Sources
- Jean Prieur, Les Tablettes d'or autour de Roland de Jouvenel et ses messages, éd. Fernand Lanore, 1979
- Jean Prieur, Les morts ont donné signe de vie, Fayard, 1976
- Marcelle de Jouvenel, Au diapason du ciel, de 1946 à 1947
- Marcelle de Jouvenel, Quand les sources chantent, messages de 1947 à 1948
- Marcelle de Jouvenel, Au seuil du Royaume, messages de 1949 à 1952
- Marcelle de Jouvenel, En absolue fidélité, La Colombe, 1952-1956
- Marcelle de Jouvenel, Comme un secret, comme une flamme
- Marcelle de Jouvenel, La Seconde Vie
- Louis Pauwels et Guy Breton, Les Histoires magiques de l'histoire de France, tome 2
- [audio] La France mystérieuse : Roland de Jouvenel celui qui parle du ciel, raconté par Tom Novembre, France Bleu, 18 décembre 2015